# Райхендорф
Райхендорф (нем. Reichendorf) — коммуна в Австрии, в федеральной земле Штирия.
Входит в состав округа Вайц. Население составляет 609 человек (на 31 декабря 2005 года). Занимает площадь 4,93 км². Официальный код — 61742.

## Политическая ситуация
Бургомистр коммуны — Руперт Прем (АНП) по результатам выборов 2005 года.
Совет представителей коммуны (нем. Gemeinderat) состоит из 9 мест.
- АНП занимает 7 мест.
- АПС занимает 2 места.